# Неше Яшін
Неше Яшін (тур. Neşe Yaşın; нар. 12 лютого 1959, Нікосія, Британський Кіпр) — кіпрська поетеса, журналістка і політик.
Одна з найвідоміших представниць турецької меншини острова, що не підтримують розподіл острова. Її вірш «Яка половина?», музику до якого написав композитор Маріос Токас стало «гімном» прихильників возз'єднання Кіпру.

## Походження та навчання
Неше Яшін народилася 1959 року в сім'ї турків — кіпріотів в населеному переважно греками кварталі Перистеронас Нікосії у 1959 році, за рік до здобуття Кіпром незалежності від Британської імперії.
Її батьком був відомий серед турків-кіпріотів поет і письменник Özker Yaşın (1932—2011), поетом — лауреатом премій став і її брат Mehmet Yaşın (нар. 1958).
Батько дотримувався націоналістичних позицій і в 1963 році, коли почалися зіткнення між грецькою і турецькою громадами острова, перевіз сім'ю до турецького кварталу столиці, де сім'я проживала в малому і занедбаному будинку.
Так Неше Яшін зростала за лінією розділу Нікосії задовго до перевороту 1974 року, який надав можливість Туреччині вторгнутися на острів і здійснити турецьку націоналістичну ідею таксима (розділу острова). Під час турецького вторгнення родина проживала в селі Катакопіа, яке опинилося на території, зайнятій турецькою армією.
Неше Яшін закінчила Türk Maarif Koleji в турецькій частині розділеної Нікосії і продовжила навчання в Middle East Technical University, де вона вивчала соціологію.
У 18-річному віці (лише через три роки після турецького вторгнення), Неше відкрито виступила проти розділення острова, написавши вірш «Яка половина?», що йшли врозріз із переконаннями батька (Яшін пише, що перед смертю в 2011 році, батько переглянув свою позицію). Неше хотіла вступити до Кіпрського університету на вільній території острова, але для того щоб перетнути 50-метрову лінію припинення вогню потрібно було змінити три літаки (з півночі острова до Туреччини, потім до Лондона, з Лондона на південь Кіпру).
Утвердившись у своєму переконанні, що вона залишається громадянкою Республіки Кіпр, що визнається кіпрським законодавством, вона переселилася за лінію припинення вогню і закінчила Кіпрський університет.

## Наукова діяльність
Після закінчення навчання Яшін обійняла посаду викладачки турко-кіприотську літературу на факультеті турецьких і близькосхідних досліджень Кіпрського університету.
З середини 1980-х років вона постійно проживає і працює у вільній Нікосії, що не суперечить законодавству і політиці Республіки Кіпр. Будучи активісткою боротьби за мир з молодості, Яшин увійшла до Групи з врегулювання Кіпрського конфлікту, яка в 1995 році запропонувала 15 проєктів для сприяння миру і примирення на острові.

## Боротьба за возз'єднання Кіпру
Вона часто пише про мир та возз'єднання свого «улюбленого острова». Одним з документів, підготовлених Яшін, який привернув світову увагу, став документ, представлений на Всесвітній конференції культури в Стокгольмі в 1998 році
Великий резонанс викликало рішення в 2006 році балотуватися до парламенту Республіки Кіпр, після рішення уряду республіки, що дозволяє туркам-кіпріотам, що проживають на півдні, взяти участь у виборах
Вона стала першою турецькою кіпріоткою, яка взяла участь у виборах після відкликання турко-кіпрських депутатів парламенту в 1963 році.
Нешін відзначає погіршення умов для возз'єднання Кіпру із зміцненням влади президента Реджепа Тайїпа Ердогана в Туреччині.
Неше вважає, що Ердоган дотримується плану ісламізації турків-кіпріотів. Для нього турки–кіпріоти занадто світські люди. На відміну від переселенців з Туреччини (яких, на думку журналіста Шенера Левенту сьогодні на півночі острова в п'ять разів більше, ніж турків-кіпріотів), відвідують мечеть кожну п'ятницю, турки-кіпріоти відвідують мечеть тільки на весіллях і похоронах. Для них віра — особиста справа.
Неше Яшін зазначає, що Ердоган набудував нових мечетей на півночі острова, але загострює увагу на зміну демографії півночі острова з 1974 року, особливо в останні 5-10 років: «Прибуло багато турків і це дратує турків-кіпріотів, оскільки вони відчувають тиск і зростання домінування турецького елемента (з Туреччини) на них».
Крім того, вона відзначає, що «Туреччина ніколи не була в гіршому становищі», «в Туреччині можна чекати чого завгодно», «Ердоган функціонує як диктатор», «мої друзі знаходяться в тюрмах», «інші побоюються втратити свою роботу».
Незважаючи на ці обставини і на те, що нинішня молодь Кіпру не проживала в єдиній державі, Нешін не втрачає надії.
Після відкриття прикордонних переходів у 2003 році, більше 7 тисяч турків-кіпріотів отримали можливість працювати на півдні, головним чином, на будівництві.
Але найголовніше, турки-кіпріоти отримали можливість контакту зі своїми грецькими земляками, маючи до того ж можливість доступу до державного телебачення Кіпру, а сьогодні до інтернету, без дозволу режиму, встановленого на півночі острова.
Виражаючи почуття тисяч турків-кіпріотів, Яшін заявляє: «Я вважаю своїм будинком весь Кіпр».

## Творчість
Яшін пише власні літературні твори, головним чином, турецькою мовою, хоча значна кількість її прозових творів перекладені грецькою та англійською мовами.
Її вірші перекладені двадцятьма мовами, видані в літературних журналах та антологіях.
У жовтні 2018 року в Греції була видана перша антологія — 100 віршів з шести її поетичних збірок.
Крім своєї безпосередньої літературної діяльності, Яшин очолювала і представляла літературну програму «41-ша кімната» на Радіо Кіпру (CYBC) (1992—2007) і програму Мирний сад (2001—2003) на радіо «ASTRA».
В даний час вона пише у своїй щотижневій колонці для турецької газети «BirGün» і турко-кіпріотської газети «Yenidüzen».

### «Яку половину?»
Незважаючи на свою велику літературну, журналістську, університетську і політичну діяльність, для широких верств населення Кіпру Яшін передусім відома як авторка віршів пісні «Яку половину?»:
Кажуть людина повинна любити Батьківщину
Так і мій батько завжди говорить
Моя Батьківщина розділена на дві
Яку з двох мені слід любити?

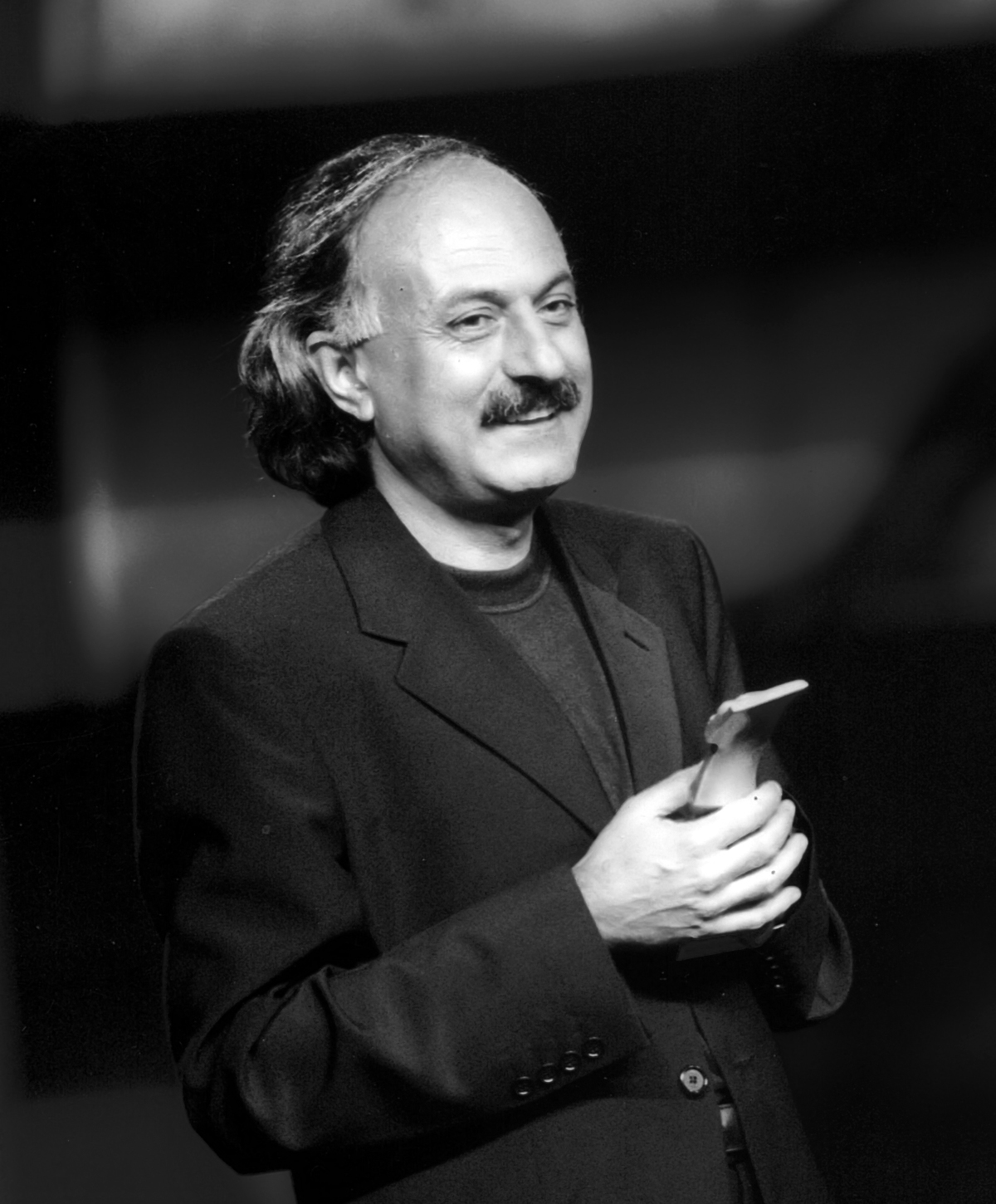
Композитор і співак Маріос Токас

Ці вірші вісімнадцятирічна Яшін написала через три роки після турецького вторгнення на острів. Вірші були перекладені грецькою мовою, після чого до них написав музику композитор Маріос Токас (1954—2008).
Пісня мала величезний успіх і стала своєрідним гімном боротьби за возз'єднання Кіпру.

### Твори
- Гіацинт і Нарцис, 1979, Cem Publications, Istanbul[10]
- Сльози воєн, 1980, Yeni Turku Publications, Istanbul
- Двері, 1992, Cem Publications, Istanbul
- Яка половина, 1995, Thegona, Nicosia
- Місяць зроблений з любові, 2000, Gendas Publications, Istanbul ISBN 9753083009
- Таємна історія сумних дівчат, 2002, Iletisim Publications, Istanbul ISBN 9750500962
- Палати пам'яті, 2005, Dunya Publications, Istanbul
- Вибрані вірші, 2008, Amargi Publications, Istanbul

## Нагороди
- Митець року-Спеціальна премія (Республіка Кіпр), 1978[10]
- Художник року (Turkish Bank), 1980
- Премія Necati Taşkın Foundation, 1993
- POGO-Woman Day Honorary Award, 1997
- Премія Антіас — Пієрідіс, 1998